# دوچرخه پدرم
دوچرخه پدرم (لهستانی: Mój rower) یک فیلم کمدی لهستانی به کارگردانی پیوتر تژاسکالسکی است که در سال ۲۰۱۲ منتشر شد. از بازیگران آن می‌توان به آرتور ژمیفسکی اشاره کرد.